# القوباء (بيشة)
القوباء؛ إحدى مراكز محافظة بيشة. تقع في جنوب غرب المحافظة على مسافة 120 كيلاً، ويقطنها 5150 نسمة.

## سنة التأسيس
تأسست القوباء في عام 1416هـ، ويحده من الشرق مركز الحازمي، ومن الغرب محافظة بلقرن، ومن الشمال مركز وادي ترج، ومن الجنوب محافظة النماص ومركز صمخ.

## جغرافية القوباء
تقع ضمن المنحدرات الشرقية لمرتفعات عسير، حيث سطحها عبارة عن منطقة جبلية تتخلله الأودية والشعاب، وتعد بيشة أقل حرارةً في فصل الصيف لوقوعها ضمن المرتفعات الجبلية.

## انظر ايضاً
- عسير
- بيشة